# Малий Іж
Мали́й Іж (рос. Малый Иж) — річка в Удмуртії, Росія, ліва твірна річки Іж. Протікає територією Шарканського та Якшур-Бодьїнського районів.
Малий Іж утворюється шляхом злиття двох річок: лівої Урсовапань (саме від її витоків рахують всю довжину Малого Іжа) та правої Мукшинки. Течія спрямована на південний схід. Впадає до Іжа на території хутору Красний. Береги заліснені, місцями заболочені. Приймає декілька дрібних приток, найбільші з яких ліві Якшурка, Лічикшурка, Сушинка. В середній течії, на землях присілка Чекерово, в 1978 році була збудована бетонна гребля, перед якою утворився ставок площею 41 га та глибиною до 1 м. 1997 року гребля була зруйнована, а ставок спущений.
Над річкою розташований лише один населений пункт Якшур-Бодьїнського району — хутір Красний.